# Jürg Willi
Jürg Willi (* 16. März 1934 in Zürich; † 8. April 2019 ebenda) war ein Schweizer Facharzt für Psychiatrie und Psychotherapie sowie Psychoanalytiker, der als Autor auch über Fachkreise hinaus bekannt wurde. Er war bis 1999 Direktor der Psychiatrischen Poliklinik am Universitätsspital Zürich und ordentlicher Professor für poliklinische Psychiatrie, Psychotherapie und Psychosomatische Krankheiten an der Universität Zürich. Von 1999 bis 2009 leitete er das von ihm mitgegründete Institut für Ökologisch-systemische Therapie in Zürich. Er gilt als Pionier der Paartherapie.

## Leben
Willi war das zweite von vier Kindern des Kinderarztes und Professors für Neonatologie Heinrich Willi und seiner Frau Marie-Louise Chuardt (1904–1991). Er studierte Medizin, 1960 begann er seine Lehranalyse bei Medard Boss und wurde Psychoanalytiker.
Willi führte ab 1965 als erster im deutschen Sprachraum Paartherapien durch; den "ersten Paartherapeuten im deutschen Sprachraum", nannte ihn der Tagesanzeiger. Seither waren Partnerbeziehungen und die persönliche Entwicklung in Partnerbeziehungen der Schwerpunkt seiner Forschungs- und Ausbildungstätigkeit. Willi führte die Begriffe Kollusion, Koevolution, persönliche Nische, wirkungsgeleiteter Lebenslauf und ökologische Psychotherapie in die Psychotherapie von Partnerbeziehungen ein. In späterer Zeit beschäftigte sich Willi auch mit Fragen der Spiritualität.
Willi war von 1963 bis zu seinem Tod mit der Objektkünstlerin Margaretha Dubach verheiratet; sie bekamen zwei Söhne (* 1964 und * 1971) und lebten in Zürich. Zuletzt litt er an der Parkinsonkrankheit; er starb im April 2019 im Alter von 85 Jahren.
Zusammen mit seiner Frau inszenierte er ab 1994 Ausstellungen in Museen:
- Die totale Heilmethode von Prof. Pilzbarth. Medizinhistorisches Museum, Universität Zürich, 1994
- Das wahre Leben der Helvetia. Schweizerisches Landesmuseum, Zürich, 1998
- Die sonderbaren Badekuren von Prof. Pilzbarth. Musée Bizarre, Rieden, 2000 (eigenes Museum in einer alten Fabrikhalle)[7]

## Ehrungen
1999 wurde ihm der Ehrendoktortitel der Universität Fribourg und 2002 der Internationale Otto Mainzer Preis für die Wissenschaft von der Liebe verliehen. Sein Buch Die Zweierbeziehung wurde in Alfred Pritzens Buch Einhundert Meisterwerke der Psychotherapie aufgenommen.

## Werke

### Als Alleinautor
- Die Schizophrenie in ihrer Auswirkung auf die Eltern. Untersuchungen der Eltern von 15 jugendlichen Schizophrenen, Diss. Orell Füssli, Zürich 1962.
- Anwendung des gemeinsamen Rorschach-Versuchs in Ehetherapie und Forschung. Rorschachiana 11, German Edition. Hans Huber Verlag, Bern 1974. ISBN 978-3-456-30616-2.
- Der Gemeinsame Rorschach-Versuch. Diagnostik von Paar- und Gruppenbeziehungen. Hans Huber, Bern. ISBN 978-3-456-30575-2.
- Die Zweierbeziehung. Spannungsursachen, Störungsmuster, Klärungsprozesse, Lösungsmodelle. rororo, Reinbek 1975. ISBN 978-3-499-62758-3 (Mehrere Auflagen; in 7 Sprachen übersetzt).
- Therapie der Zweierbeziehung. Klett-Cotta, Stuttgart 1978. (Mehrere Auflagen; vollständig überarbeitete Neuausgabe mit Untertitel: Einführung in die analytische Paartherapie – Anwendung des Kollusionskonzepts – Beziehungsgestaltung im therapeutischen Dreieck. 2008. ISBN 978-3-608-94522-5; in 4 Sprachen übersetzt).
- Ko-evolution – die Kunst gemeinsamen Wachsens Rowohlt, Reinbek 1985 (Neuauflage 1989. ISBN 978-3-499-18536-6).
- Die Zweierbeziehung. Spannungsursachen – Störungsmuster – Klärungsprozesse – Lösungsmodelle. Analyse des unbewußten Zusammenspiels in Partnerwahl und Paarkonflikt: das Kollusionskonzept. rororo, Reinbek 20. Auflage 1990. ISBN 978-3-499-60509-3.
- Was hält Paare zusammen? rororo, Reinbek 1991. (10. Auflage 1993. ISBN 978-3-499-60508-6; Rowohlt, Reinbek 1997. ISBN 978-3-499-19394-1; in drei Sprachen übersetzt).
- Ökologische Psychotherapie. Wie persönliche Entwicklung und Lebenssituation sich wechselseitig beeinflussen. Rowohlt, Reinbek 2005. ISBN 978-3-499-61982-3 (in zwei Sprachen übersetzt).
- Psychologie der Liebe. Persönliche Entwicklung durch Partnerbeziehungen. rororo, Reinbek 2002 (7. Auflage 2004. ISBN 978-3-499-61634-1; in drei Sprachen übersetzt).
- Wendepunkte im Lebenslauf. Persönliche Entwicklung unter veränderten Umständen – die ökologische Sicht der Psychotherapie. Klett-Cotta, Stuttgart 2007. ISBN 978-3-608-94438-9 (4. Auflage 2013. ISBN 978-3-608-94809-7).
- Die Kunst gemeinsamen Wachsens Herder Verlag, Freiburg 2007. ISBN 978-3-451-29607-9.

### Als Mitautor und Herausgeber
- Mit Margaretha Dubach: Viktor, Nock und Sadi-Madi. Verlag Sauerländer, Aarau 1967.
- Mit Manfred Bleuler und Hans Rudi Bühler: Akute psychische Begleiterscheinungen körperlicher Krankheiten. Thieme Verlag, Stuttgart 1984. ISBN 978-3-13-308501-4.
- Mit Edgar Heim u. a.: Psychosoziale Medizin. Gesundheit und Krankheit in bio-psycho-sozialer Sicht. Teil 1: Grundlagen. Springer, Berlin 1986. ISBN 978-3-540-16121-9.
- Mit Felix Tretter, Manfred Zumtobel und Michael B. Buchholz: Psychoökologie. Psychosozial-Verlag, Gießen 1988. ISBN 978-3-930096-06-0.
- Mit Horst-Eberhard Richter und Hans Strotzka: Familie und seelische Krankheit – eine neue Perspektive der Psychologischen Medizin und Sozialtherapie. Rowohlt, Reinbek 1990. ISBN 978-3-498-05681-0.
- Mit Margaretha Dubach: Die Ueberwindung des Menschseins. Nach der Heilmethode von Prof. Pilzbarth. Haffmans Verlag, Zürich 1994. ISBN 978-3-251-00264-1 (Neuauflage: Walter Verlag, Olten 2003. ISBN 978-3-530-42169-9).
- Mit Margaretha Dubach: Das wahre Leben der Helvetia. Haffmans, Zürich 1998. ISBN 978-3-251-00398-3.
- Mit Claus Buddeberg: Psychosoziale Medizin. Lehrbuch, Springer, Berlin 2. Auflage 1998. ISBN 978-3-540-63955-8.
- Mit Margaretha Dubach: Die sonderbaren Badekuren von Prof. Pilzbarth. Begleitbuch zu den Ausstellungen von Margaretha Dubach und Jürg Willi. Haffmans, Zürich 2001. ISBN 978-3-251-00528-4.
- Mit Robert Frei und Georg Hänny: Ökologische Psychotherapie. Rowohlt, Reinbek 2005. ISBN 978-3-499-61982-3.
- Mit Bernhard Limacher: Wenn die Liebe schwindet: Möglichkeiten und Grenzen der Paartherapie. Klett-Cotta, Stuttgart 2005 (2. Auflage 2007. ISBN 978-3-608-94409-9).
- Mit Tobia Bezzola, Thomas Binotto, Beat Brechbühl, Margaretha Dubach, Alois Maria Haas, Herbert Meier und Niklaus Oberholzer: Margaretha Dubach: Von den verborgenen Geschichten der Dinge. Benteli, Bern 2011. ISBN 978-3-7165-1686-7.

### Audio
- Ist Verliebtsein eine wichtige Grundlage einer ehelichen Partnerschaft? Vortrag am Kongress "Affektive Kommunikation" Zürich 1997; Institut für Systemische Therapie, Auditorium, Meilen 1997. ISBN 978-3-8302-0485-5
- Mit Michael L. Moeller und Manfred Menzel: Partnertherapie und Sexualtherapie. Carl-Auer-Systeme, Heidelberg 1997. ISBN 978-3-89670-049-0
- Persönliche Entwicklung und die Beziehung zum anderen Geschlecht. Walter, Olten 2002. ISBN 978-3-530-40519-4
- Psychologie der Liebe. Audio-Torium, Jokers Edition 2008
- Mit Helmut Enke und Hannelore Eibach: Spiel und Zusammenspiel in der Psychotherapie. Carl-Auer-Systeme, Heidelberg. ISBN 978-3-931574-90-1